# اندیس تالک سران
تالک سران یک اندیس غیرفلزی است که در حوالی شهر اسپکه استان سیستان و بلوچستان قرار دارد و مادهٔ معدنی موجود در آن، تالک است.سنگ میزبان این اندیس کالردملانژ-فلیش است و دیرینگی آن به دوران کرتاسه بالایی-پالئوسن می‌رسد. 